# Andrzej Sokołowski (1935–2024)
Andrzej Lucjan Sokołowski (ur. jako Andrzej Kitka 1 grudnia 1935 w Zamościu, zm. 3 grudnia 2024) – polski działacz partyjny i państwowy, inżynier odlewnictwa, zastępca przewodniczącego Komisji Planowania przy Radzie Ministrów (1987–1988).

## Życiorys
Syn Jana i Stefanii, w 1949 zmienił nazwisko z Kitka na Sokołowski. W 1953 zdał maturę w Liceum Ogólnokształcącym im. Jana Zamoyskiego w Zamościu, a w 1958 studia na Wydziale Odlewnictwa Akademii Górniczo-Hutniczej. Od 1957 pracował w Walcowni Metali „Warszawa” w Warszawie, od 1958 jako kierownik wydziału produkcyjnego odlewni i prasowni, kierował tamtejszą zakładową radą robotniczą. W 1960 wstąpił do Polskiej Zjednoczonej Partii Robotniczej. W 1966 zatrudniony jako starszy radca w Zespole Hutnictwa Komisji Planowania przy Radzie Ministrów, następnie był naczelnikiem wydziału (1971–1977), wicedyrektorem (1977–1980) i dyrektorem Zespołu Hutnictwa (1980–1986) oraz dyrektorem Zespołu Hutnictwa i Przemysłu Mineralnego tamże (1986–1987). Od lutego 1987 do września 1988 pozostawał zastępcą przewodniczącego Komisji Planowania przy Radzie Ministrów.
Został pochowany na Cmentarzu Komunalnym Południowym w Warszawie.